# Lijst van voetbalinterlands Oost-Timor - Verenigde Arabische Emiraten
Deze lijst van voetbalinterlands is een overzicht van alle officiële voetbalwedstrijden tussen de nationale teams van Oost-Timor en de Verenigde Arabische Emiraten. De landen speelden tot op heden twee keer tegen elkaar. De eerste ontmoeting, een kwalificatiewedstrijd voor het Wereldkampioenschap voetbal 2018, werd gespeeld in Shah Alam (Maleisië) op 16 juni 2015. Het laatste duel, de returnwedstrijd in dezelfde kwalificatiereeks, vond plaats op 12 november 2015 in Abu Dhabi.

## Wedstrijden
| № | Plaats    | Datum            | Competitie           | Wedstrijd                                 | Uitslag |
| - | --------- | ---------------- | -------------------- | ----------------------------------------- | ------- |
| 1 | Shah Alam | 16 juni 2015     | WK 2018 kwalificatie | Oost-Timor – Verenigde Arabische Emiraten | 0 – 1   |
| 2 | Abu Dhabi | 12 november 2015 | WK 2018 kwalificatie | Verenigde Arabische Emiraten – Oost-Timor | 8 – 0   |

## Samenvatting
| Competitie      | Totaal gespeeld | Winst Oost-Timor | Gelijk | Winst V.A.E. | Doelsaldo Oost-Timor – V.A.E. |
| --------------- | --------------- | ---------------- | ------ | ------------ | ----------------------------- |
| WK-kwalificatie | 2               | 0                | 0      | 2            | 0 − 9                         |
| Totaal          | 2               | 0                | 0      | 2            | 0 − 9                         |

## Details

### Eerste ontmoeting
| WK 2018 kwalificatie (scheidsrechter Ma Ning, Shah Alam, 16 juni 2015):                                                                                               |              | |
| Oost-Timor | 0 – 1        | Verenigde Arabische Emiraten |
| | goals        | 80' Omar Abdulrahman |
| Fábio Magrão | bondscoach   | Mahdi Ali |
| Ramos Maxanches Paulo Martins Ramon Saro Diogo Santos Rangel Agostinho da Silva Anggisu Barbosa Juninho Rodrigo Silva Patrick Fabiano Jairo Neto 63' José Fonseca 79' | opstellingen | Khalid Eisa Waleed Abbas Mohnad Salem Mohamed Ahmed 60' Amer Abdulrahman Omar Abdulrahman Khamis Esmaeel Abdelaziz Sanqour 60' Ismail Al Hammadi Ali Mabkhout 78' Ahmed Khalil |
| Nataniel Reis 63' Eusebio 79' | wissels      | 60' Mohammed Abdulrahman 60' Saeed Al Kathiri 78' Amer Omar |
| Diogo Santos Rangel 42' Ramon Saro 90' | gele kaarten | |

FFTL · A-internationals · Oost-Timorees vrouwenelftal
2000 – 2009 · 
2010 – 2019
2003 · 
2004 · 
2005 · 
2006 · 
2007 · 
2008 · 
2009 · 
2010 · 
2011 · 
2012 ·
2015 ·
2016
Brunei ·
Cambodja ·
Filipijnen ·
Hongkong ·
Indonesië ·
Laos ·
Libanon ·
Malediven ·
Maleisië ·
Mongolië ·
Myanmar ·
Nepal ·
Palestina ·
Saoedi-Arabië ·
Singapore ·
Tadzjikistan ·
Taiwan ·
Thailand ·
Verenigde Arabische Emiraten
UAEFA · A-internationals · Bondscoaches · Statistieken · Olympisch elftal · Vrouwenelftal van de Verenigde Arabische Emiraten · VA Emiraten U21 · VA Emiraten U19 · VA Emiraten U17
1972 – 1979 ·
1980 – 1989 ·
1990 – 1999 ·
2000 – 2009 ·
2010 – 2019 ·
2020 − 2029
OS 2012
Algerije ·
Andorra ·
Angola ·
Argentinië ·
Armenië ·
Australië ·
Azerbeidzjan ·
Bahrein ·
Bangladesh ·
Benin ·
Bolivia ·
Brazilië ·
Brunei ·
Bulgarije ·
Chili ·
China ·
Colombia ·
Costa Rica ·
Denemarken ·
Dominicaanse Republiek ·
Duitsland ·
Egypte ·
Estland ·
Filipijnen ·
Finland ·
Gabon ·
Gambia ·
Georgië ·
Haïti ·
Honduras ·
Hongarije ·
Hongkong ·
IJsland ·
India ·
Indonesië ·
Irak ·
Iran ·
Japan ·
Jemen ·
Joegoslavië ·
Jordanië ·
Kazachstan ·
Kenia ·
Kirgizië ·
Koeweit ·
Laos ·
Libanon ·
Libië ·
Litouwen ·
Maleisië ·
Malta ·
Marokko ·
Mauritanië ·
Moldavië ·
Myanmar ·
Nepal ·
Nieuw-Zeeland ·
Noord-Korea ·
Noorwegen ·
Oekraïne ·
Oezbekistan ·
Oman ·
Oost-Timor ·
Pakistan ·
Palestina ·
Paraguay ·
Peru ·
Polen ·
Qatar ·
Roemenië ·
Rusland ·
Saoedi-Arabië ·
Senegal ·
Singapore ·
Slovenië ·
Slowakije ·
Soedan ·
Sri Lanka ·
Syrië ·
Tadzjikistan ·
Thailand ·
Togo ·
Trinidad en Tobago ·
Tsjechië ·
Tunesië ·
Turkmenistan ·
Uruguay ·
Venezuela ·
Vietnam ·
Wit-Rusland ·
Zuid-Afrika ·
Zuid-Korea ·
Zweden ·
Zwitserland